# Ванденберг (авіабаза)
Авіаба́за Ва́нденберг (англ. Vanderberg US Air Force Base — військово-повітряна база США з космодромом, розташована в окрузі Санта-Барбара штату Каліфорнія США.
Ванденберг — резиденція 14-го авіаполку, 30-го космічного авіакрила, 381-ї тренувальної групи і Західний стартовий і випробувальний полігон для запусків супутників для військових і комерційних цілей, а також випробувань міжконтинентальних балістичних ракет, що включають ракети-носії Minuteman-III. На Ванденберг покладено обов'язок створення об'єднаного функціонального командного компонента для космосу.

## Історія авіабази

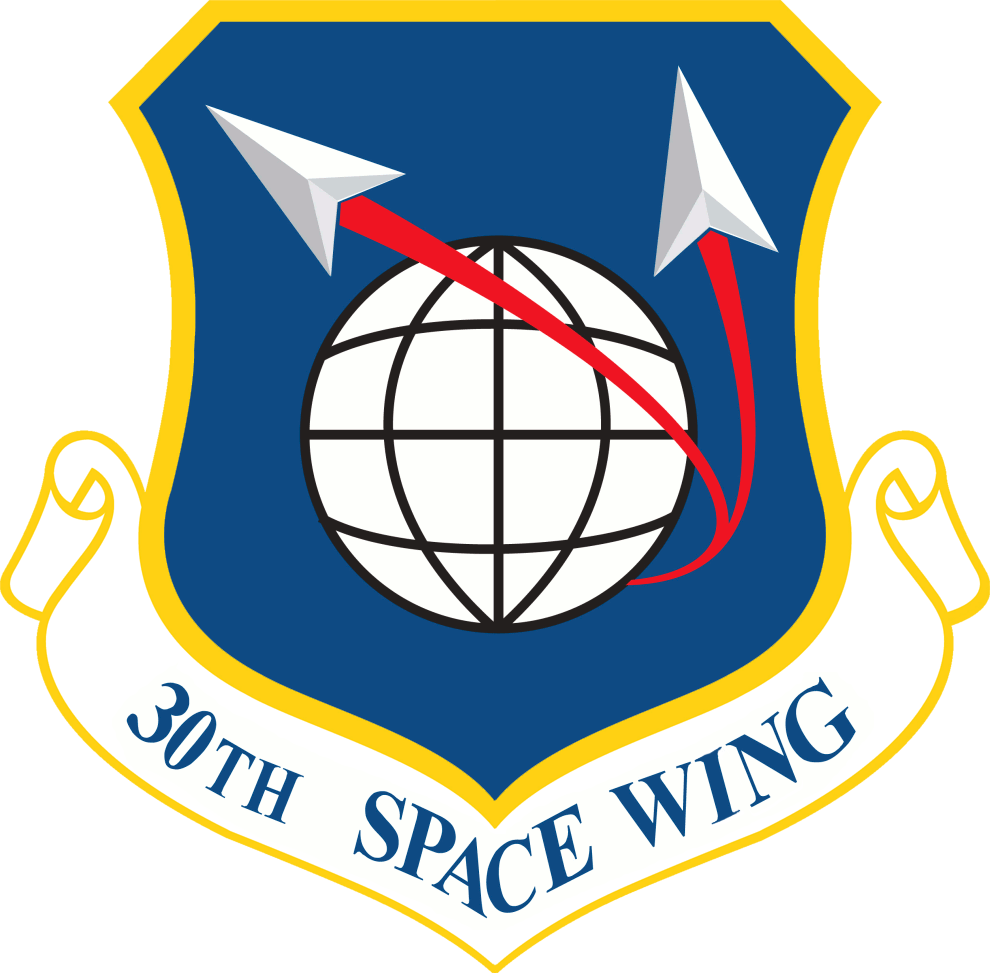
Емблема 30-го космічного авіакрила

База, що отримала неофіційну назву «Вендиленд» від персоналу ВПС, спочатку була заснована 1941 року як табір Кука армії США. Табір використовували як тренувальний центр піхотних і бронетанкових військ під час Другої світової війни і пізніше під час Корейської Війни.
База була передана військово-повітряним військам США 1957 року і стала перетворюватися на центр з випробування космічних і балістичних ракет. Роком пізніше база Кука ВПС була перейменована на честь генерала Гойта С. Ванденберга, другого начальника штабу ВПС, який раніше був прибічником використання космосу й ракет.
Між 1 березня 1966 р. і 20 грудня 1968 року ВПС придбали близько 61 км² фермерських земель, розташованих на південь від первинної межі споруд відповідно до права держави на відчуження приватної власності. Це придбання збільшило площу бази до поточних 400 км², з яких розробляється тільки 15. Відносно віддалене місце розташування бази і близькість її до узбережжя роблять це місце придатним для проведення випробувань систем стратегічної ракетної зброї (Атлас, Титан I, Титан II, Мінітмен-1,2,3 і «Миротворець»), а також запусків супутників на полярну орбіту без прольоту над заселеними районами після старту ракет.
16 грудня 1958 року з бази Ванденберг була запущена перша балістична ракета «Тор». 28 лютого 1959 року з Ванденберга запустили перший у світі полярно-орбітальний супутник «Дискаверер-1» на ракеті-носії «Тор-Аджена». (Місія «Дискаверер» була прикриттям для секретної програми «Корона», яку проводило ЦРУ). Обидва запуски походили зі стартового комплексу № 10, який був резервний і з 1950 р. був зразком ери технології стартових комплексів. Цей стартовий комплекс служить поворотним пунктом в історії США.
Ванденберг залишається військовим комплексом, з якого робляться безпілотні запуски урядових і комерційних супутників на полярну орбіту. Він також є місцем, звідки запускаються ракети-носії в напрямі атолу Кваджалейн для перевірки ефективності систем озброєння.
Базою управляє команда авіаповітряних військ 30-го космічного авіакрила.

### Спейс-шатл
1972 року Ванденберг був обраний місцем запуску й посадки спейс-шатлів на західному узбережжі США. Стартовий комплекс № 6, спочатку побудований для реалізації проєкту безпілотної орбітальної лабораторії, був істотно модернізований для проведення операцій з шатлами. Було витрачено понад 4 млрд доларів США на нові доопрацювання спейс-шатлів. Спочатку стартова установка була невеликої висоти і до неї було додано два нові канали для відведення полум'я, щоб можна було використати ракетні прискорювачі шатлу. Серед додаткових змін або поліпшень: баки для рідкого водню і рідкого кисню, кімната підготовки корисного вантажу, кімната заміни корисного вантажу, нова пускова вежу з системою порятунку для членів команди шатлу, система шумозаглушення і місце для утилізації води. Також до первинного комплексу було додано будівлю збірки шатлу.
На додаток до цього наявна на Північній базі злітно-посадкова смуга завдовжки 2590 м була подовжена до 4580 м, щоб поліпшити приземлення шатлів після закінчення місій.
Повне обслуговування й реставрація орбітального апарата робилися на устаткуванні, що розташоване тут же, по обслуговуванню і обробці орбітального апарата.
Стартовий комплекс № 6 був майже готовий до свого першого запуску шатлу місії STS — 62A, яка була призначена на 15 жовтня 1986 року, однак катастрофа Челленджера стала початком ланцюжка подій, який спричинив відміну усіх польотів шатлів із Західного узбережжя.
Виконання програми спейс-шатла в стартовому комплексі № 6 було за своїми діями протилежне до того, як це робилося в Космічному центрі імені Кеннеді, де орбітальна підготовка проводилася безпосередньо на стартовому майданчику, замість того щоб зібрати її і потім перемістити. Три переміщувані рейками споруди — вежа запуску, вежа мобільного обслуговування і кімната заміни корисного навантаження — використовували при монтажі орбітального шатла, зовнішніх баків і ракетних прискорювачів.
Ці споруди призначалися для захисту конструкції шатла від сильного вітру на майданчику і їх використовували під час серій тестів на придатність при утилізації спейс-шатлу «Ентерпрайз» 1985 року.

### Дельта-4
Після заморожування програми шатлів у Ванденбергу, стартовий комплекс № 6 знову був змінений для здійснення запусків полярно-орбітальних супутників новим сімейством ракет-носіїв «Дельта-4», що використовують загальний прискорювач для усіх класів і розмірів і включають важку ракету космічного призначення «Дельта-4». У тому вигляді, в якому вона існує зараз, район запуску площею 534000 м² має такі ж структурні можливості, як і стартовий комплекс № 37 для «Дельта-4» виробництва компанії Боїнг на базі ВПС мису Канаверал у Флориді із стаціонарним і рухливим обслуговуючим устаткуванням, стаціонарним складальним майданчиком, будівлею центру управління запусками і операціями. На стартовому комплексі № 6 серед інших функціональних можливостей є спеціалізований захист від ушкодження вітром підготовлених до старту ракет.
Першим з космічних апаратів серії «Дельта-4», що стартував з майданчика № 6, була ракета «Дельта-4» середнього класу, запущена 27 червня 2006 р. в 20:33 за місцевим часом (28 червня в 06:33 за київським часом), і що послала на орбіту супутник NROL-22 для Федерального розвідувального бюро. Операція була успішно завершена приблизно через 54 хв.

### Центр ракетно-космічної спадщини

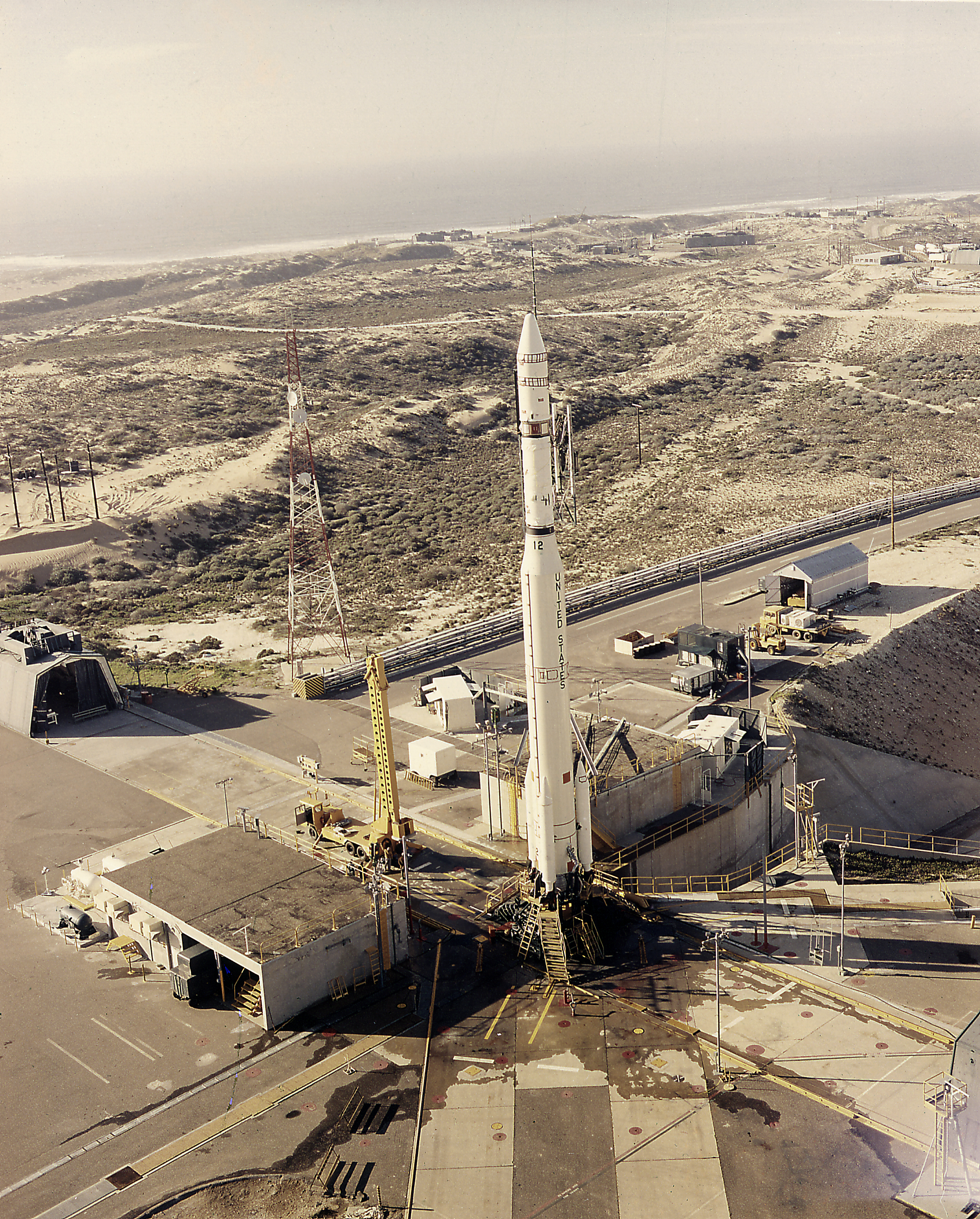
«Тор Агена D» з супутником SERT-2 в стартовому комплексі № 10 бази Ванденбер

Центр ракетної і космічної спадщини зберігає і демонструє пам'ятники культури і історії для повнішого розуміння розвитку ракетної і космічної діяльності бази Ванденберг, що проводиться із самого початку холодної війни. Ця діяльність зачіпає військову, комерційну і наукову сфери діяльності в освоєнні космосу.
Огляд території центру відкривають дві виставки «Хронологія холодної війни» і «Розвиток технології». Виставки є зборами моделей стартових комплексів, ракет носіїв, ракетних двигунів, космічних апаратів багаторазового використання, аудіовізуальними і комп'ютерними зображеннями. Окрім цих виставкових майданчиків на території центру є майданчики з реконструйованим допоміжним устаткуванням.
Центр розташований в стартовому комплексі № 10 — місці, де проходили тестові запуски ракети «Тор» і апарата «Дискавери», також відомого як розвідувальний супутник «Корона». Ці події є значущими в історії бази Вандерберг.

## Використання авіабази
Розташування Ванденберга — на північ Тихого океану — на відміну від Космічного центру імені Кеннеді, полегшує запуск супутників на полярну орбіту. Вона розташовується по ходу обертання Землі, що робить базу добре пристосованою для запуску розвідувальних супутників.
Крім того, базу Ванденберг використовують і для запуску некомерційних супутників на полярні орбіти. Так, звідси з використанням ракети-носія «Титан-2» був запущений космічний апарат — зонд Клементина, для вивчення далекого космосу і місяця.

## Розташування космодрому
База Ванденберг розташована на 34°43'47.43" північної широти і 120°34'31.33" західної довготи. Згідно з даними бюро перепису, загальна площа бази 57.3 км², де 57.1 км² займає суша і 0.2 км² (це 0.32 % усій площі) водна поверхня.
Більша частина території бази — горбиста, гориста і невикористовувана поверхня; переважаюча рослинність представлена колючими і прибережними низькорослими кущами, а також дубовим лісом. Рослинність незаймана з міркувань екології, оскільки частина території є заповідною і закритою для будь-яких видів розробки — вона є природним місцем існування деяких рідкісних і вимираючих видів тварин південної і центральної Каліфорнії. Із заходу базу обмежують гори Санта Інез і пануючий над навколишньою місцевістю пік Транквильон, що височіє на 700 м над рівнем моря. На цьому піку знаходиться станція візуального стеження, з якою робиться спостереження за місцевістю навколо стартових комплексів.

## Населення
По перепису 2000 року на базі проживало 6151 людина, у тому числі 1707 сімейств і 1601 сімей. Щільність населення при цьому становила 107.7 осіб/км². Це 1992 одиниць будинків середньою щільністю 34,9 шт./км². Расовий склад був 72,26 % білого населення, 11,74 % чорного, 0,54 % корінних американців, 3,90 % азіатів, 0,65 % вихідці з тихоокеанських островів, 4,96 % інших рас і 5,95 % з двох або більше за рас. Іспанці і латинос із будь-яких рас склали 11,10 % від усього населення.
Там проживало 1707 сімейств, з яких 71,8 % має дітей молодше 18 років, що проживають з ними, 87,2 % було подружніми парами, що спільно живуть, 3,8 % були сімействами, де жінка не мала чоловіка і 6,2 % не мали сім'ї. 5,4 % від усіх сімейств були відособленими, такими, що живуть окремо від інших людей 65 років або довше. Середня чисельність сімейств склала 3,33, а сімей — 3,44 людини.
В основному, вікові категорії населення склали 38,0 % у віці до 18 років, 15,2 % від 18 до 24 років, 44,7 % — від 25 до 44 років, 1,9 % — від 45 до 64 років і 0,2 у віці 65 років або старше. Середній вік був 24 роки. На кожних 100 жінок доводиться 109 чоловіків. На кожних 100 жінок у віці 18 або старше за роки доводиться 116.2 чоловіків.
Середній дохід сімейств склав 39444 доларів, а середній дохід сімей був 40000 доларів. Середній дохід чоловіків був 27352 доларів, а жінок він склав 22283 доларів. На душу населення дохід становив 13570 доларів. Близько 6,0 % сімей і 7,1 % населення були за межею бідності, включаючи 10,4 % з них молодше 18 років і нікого 65 років або старше.
Вандеберг забезпечує населення, що складається більш ніж з 18000 військових, членів їх сімей, державних службовців і цивільних робітників.
Основна робоча сила — це ті що живуть не на базі, а поблизу, на півночі округу Санта-Барбара в населених пунктах Ломпок, Ванденберг, Санта-Інез, Оркутт і Санта-Марія. Невеликий відсоток робітників приїжджає з далекого півдня — з міста Санта-Барбари і з Ісла Вісту.

## Сьогодення авіабази
13 березня 2008 р., о 14:02 (за київським часом) було запущено ракету-носій «Атлас-5» з таємним військовим супутником на борту. Супутник NROL-28 (керується Національним управлінням військово-космічної розвідки США) запущений на високоеліптичну орбіту і, за повідомленнями, містить SBIRS Highly Elliptical Orbit (HEO) сенсор і 2 субсупутники НАСА. SBIRS (space — based infrared system) — інфрачервона система космічного базування — космічна система стеження ПС США. NROL-28 запущений на високоеліптичну орбіту для збору розвідувальної інформації про терористські групи на Середньому Сході; наприклад, датчики на борту таких супутників можуть відстежувати пересування військових транспортних засобів по поверхні Землі. NROL-28 має позначення USA-200.
Цей запуск став першим, виконаним з оновленого стартового майданчика, оскільки раніше подібні запуски проводилися у Флориді (США). Східний стартовий майданчик стартового комплексу № 3 раніше використовували для запуску ракет «Атлас-2AS», які тепер не використовують. Модернізація комплексу знадобилася для роботи з важчими і більшими ракетами-носіями серії «Атлас-5». У нинішньому запуску уперше були використані нові водневі паливні баки «Центавр», а також російський двигун РД-180.
|  | База Ванденберг є основним американським майданчиком для старту високоорбітальних апаратів, а також супутників з полярними орбітами. Раніше в США був тільки один майданчик для виведення подібних супутників, проте у рамках програми розвитку ракет-носіїв одноразового використання, число стартових майданчиків було збільшене. Крім того, комплекс в Каліфорнії використовують і для запуску ракет "Дельта-4" |

 повідомив представник ПС США.
У Міноборони США відмітили, що нинішній запуск супутника не пов'язаний з поповненням угрупування супутників-шпигунів у зв'язку з недавнім виходом з ладу розвідувального супутника.
1 грудня 2023 року, згідно повідомлення агентства Associated Рress, Південна Корея запустила свій перший військовий супутник-шпигун. Космічний апарат був виведений ракетою-носієм Falcon 9 компанії SpaceX, запуск якої відбувся з військово-повітряної бази «Ванденберг».
16 квітня 2025 року, вперше за понад 13 років, з бази Ванденберг стартувала чотириступенева ракета серії Minotaur IV з місією NROL-174, виконуючи запуск національного розвідувального супутника для Національного управління військово-космічної розвідки США (NRO). Востаннє Minotaur стартував з цього майданчика у 2011 році. Ракети серії Minotaur створені на основі списаних міжконтинентальних балістичних ракет Peacekeeper і призначені для запуску космічних апаратів.

## Стартові комплекси
В різний час, у складі військово-повітряної бази «Ванденберг», перебували наступні стартові комплекси:
- Стартовий комплекс 1, недіючий, «Тор»;
- Стартовий комплекс № 2, діючий, «Дельта-2», раніше «Тор», «Дельта»;
- Стартовий комплекс № 3-схід, діючий, «Атлас-5», раніше «Атлас-2» та «Атлас»;
- Стартовий комплекс № 3-захід, діючий, «Фалкон-1», раніше «Атлас», «Тор»;
- Стартовий комплекс 4 — схід, недіючий, «Титан-4», «Титан-3»;
- Стартовий комплекс 4 — захід, недіючий, «Титан-2», «Титан-3B»;
- Стартовий комплекс 5, недіючий, «Скаут»;
- Стартовий комплекс № 6, діючий, «Дельта-4», раніше «Афіна», Шатл (не використовують), «Титан-3» (не використовують);
- Стартовий комплекс  № 8, діючий, «Мінотавр»;
- Стартовий комплекс № 10, недіючий, «Тор».